# Мураса, Тацуя
Тацуя Мураса (яп. 村佐達也, род. 27 марта 2007, Кария, Айти) — японский пловец, бронзовый призёр чемпионата мира 2025 года на дистанции 200 метров вольным стилем. Участник летних Олимпийских игр 2024 года.

## Биография
Тацуя Мураса родился 27 марта 2007 года в Карии, в Японии.
Завершил обучение в муниципальной школе Кария Фудзимацу и старшей школе Тюкё при университете Тюкё. В настоящее время проходит обучение на факультете политических исследований при университете Тюо.

## Карьера
В 2024 году принял участие в плавательной программе Олимпийских игр 2024. В составе японской эстафетной команды 4 по 200 метров вольным стилем стал седьмым.
В 2025 году на чемпионате мира в Сингапуре завоевал бронзовую медаль на дистанции 200 метров вольным стилем.